# Henrietta Hooker
Henrietta Edgecomb Hooker (12 décembre 1851 - 13 mai 1929) est une botaniste et éducatrice américaine. Elle est l'une des premières femmes à obtenir un doctorat en botanique d'une université américaine. Elle est née à Gardiner, Maine et décédée à Holyoke, Massachusetts.

## Jeunesse
Henrietta Hooker est née d'Eliza Annie Hooker et de George Washington Hooker en 1851, elle devient orpheline à l'âge de sept ans. À seize ans, elle commence sa vie professionnelle dans une usine de coton de la Nouvelle-Angleterre . Après une semaine à l'usine, elle demande de l'aide pour trouver un autre emploi. Henrietta Hooker enseigne dans les écoles publiques du Vermont (1869-1870) et à l'Académie de West Charleston (1870-1871) .

## Carrière académique
Henrietta Hooker entre au Mount Holyoke Female Seminary en 1871 et obtient son diplôme en 1873 . Elle fait des études supérieures au MIT et aux universités de Syracuse, Berlin et Chicago. Elle obtient un doctorat de l'Université de Syracuse en 1889. Hooker est parmi les premières femmes à obtenir un doctorat en botanique aux États-Unis. En 1899, elle est l'une des deux enseignantes titulaires d'un doctorat au mont Holyoke.
Henrietta Hooker travaille avec la botaniste Alice Carter Cook.
Les recherches de Hooker se concentrent sur la morphologie et l'embryologie de Cuscuta, un genre de plantes parasites.
Henrietta Hooker est enseignante à Mount Holyoke pendant trente-cinq ans. En tant que présidente du département de botanique, elle plaide pour l'expansion du programme dans de nouvelles branches du domaine et pour l'amélioration de l'espace et de l'équipement de laboratoire. L'engagement de Henrietta envers Mount Holyoke se prolonge au-delà de sa retraite en 1908. Elle élève des poulets Buff Orpington primés et fait don des gains à Mount Holyoke. Mount Holyoke lui décerne un Sc.D honorifique en 1923 .
Les papiers de Henrietta Hooker sont conservés par les archives et collections spéciales du Mount Holyoke College.

## Œuvres
- Hooker, « On Cuscuta Gronovii », Botanical Gazette, vol. 14, no 2,‎ 1889, p. 31–37 (DOI 10.1086/326377, lire en ligne)
- Henrietta E. Hooker, Memorial of Lydia W. Shattuck, Beacon Press, 1890, 25–31 p. (lire en ligne), « Lydia W. Shattuck as a Student and Teacher of Science »